# Taro (film)
Taro è un cortometraggio del 2016 diretto da Franck Marchal.

## Trama
Il sedicenne introverso Marc è sempre in cerca di amore e libertà. Quando il suo migliore amico Taro scompare da una festa con la misteriosa Camille, il giovane si mette sulle sue tracce spinto non solo dall'amicizia ma dall'amore che prova per lui.

## Produzione
Il cortometraggio è stato girato a Parigi, Saint-Aubin e Luc-sur-Mer.

## Distribuzione
Il cortometraggio è stato distribuito in Francia il 7 gennaio 2016.